# Gentilés d'Ukraine
Cet article vise à rassembler l’ensemble les gentilés de l’Ukraine.

## Pays
Ukraine : Ukrainien, Ukrainiens, Ukrainienne, Ukrainiennes ; adjectif correspondant : ukrainien, ukrainiens, ukrainienne, ukrainiennes ; adjectif en composition : ukraino- ou ruthéno- ; glottonyme : ukrainien ; synonymes : ruthènes.

## Villes
- Kiev : Kiévien, Kiéviens, Kiévienne, Kiéviennes, plus rarement Kiïvien, Kiïviens, Kiïvienne, Kiïviennes (de la forme ukrainienne Kiïv)
- Altchevsk : Altchevskois, Altchevskoise, Altchevskoises
- Berdiansk : Berdianskois, Berdianskoise, Berdianskoises
- Bila Tserkva : Bila Tserkvien, Bila Tserkvienne, Bila Tserkviens, Bila Tserkviennes
- Bolhrad : Bolhradien, Bolhradienne, Bolhradiens, Bolhradiennes, ou Bolgradien, Bolgradienne, Bolgradiens, Bolgradiennes (de la forme russe et bulgare, avec un "g"), plus rarement Palladois, Palladoise, Palladoises (du nom médiéval Pallada) ; le président ukrainien Petro Porochenko est un Bolhradien
- Brovary : Brovarien, Brovarienne, Brovariens, Brovariennes
- Cherson : Chersonien, Chersonienne, Chersoniens, Chersoniennes
- Dnipropetrovsk : Dniépropétrovien, Dniépropétroviens, Dniépropétrovienne, Dniépropétroviennes
- Kamianske : Kamianskien, Kamianskiens, Kamianskienne, Kamianskiennes, mais Dnieprodzerjinskois, Dnieprodzerjinskoise, Dnieprodzerjinskoises pour les nostalgiques de l’URSS (de l’ancien nom soviétique Dnieprodzerjinsk)
- Donetsk : Donetskien, Donetskiens, Donetskienne, Donetskiennes
- Eupatoria : Eupatorien, Eupatorienne, Eupatoriens, Eupatoriennes
- Horlivka : Horlivkien, Horlivkienne, Horlivkiens, Horlivkiennes ou Gorlovkien, Gorlovkienne, Gorlovkiens, Gorlovkiennes (de la forme russe Gorlovka)
- Ivano-Frankivsk : Stanislavien, Stanislavienne, Stanislaviens, Stanislaviennes (de nom originel de la ville Stanislaviv)
- Izmaïl : Izmaïlien, Izmaïlienne, Izmaïliens, Izmaïliennes
- Jytomyr : Jytomyrien, Jytomyrienne, Jytomyriens, Jytomyriennes, ou Zitomirien, Zitomirienne, Zitomiriens, Zitomiriennes (dérivé de la translittération russe en anglais Zhitomir)
- Kamianets-Podilsky : Kamianetsin, Kamianetsine, Kamianetsins, Kamianetsines
- Kertch : Kertchois, Kertchoise, Kertchoises
- Kharkiv : Kharkivien, Kharkiviens, Kharkivienne, Kharkiviennes, ou Kharkovien, Kharkoviens, Kharkovienne, Kharkoviennes (de la forme russe Kharkov) et plus rarement Charcovien, Charcovienne, Charcoviens, Charcoviennes (de l’ancienne forme française Charcovie)
- Kropyvnytsky : Kropyvnytskien, Kropyvnytskienne, Kropyvnytskiens, Kropyvnytskiennes, ou Kirovogradien, Kirovogradienne, Kirovogradiens, Kirovogradiennes (du nom soviétique de la ville, Kirovograd), plus rarement Elisavetgradien, Elisavetgradienne, Elisavetgradiens, Elisavetgradiennes (du nom originel de la ville, Elisavetgrad)
- Kryvy Rih : Kryvyrihois, Kryvyrihoise, Kryvyrihoises ou Krivoïroguien, Krivoïroguienne, Krivoïroguiens, Krivoïroguiennes (de la forme russe Krivoï Rog)
- Khmelnitski : Khmielnicien, Khmielnicienne, Khmielniciens, Khmielniciennes
- Kramatorsk : Kramatorskois, Kramatorskoise, Kramatorskoises
- Krementchouk : Krementchoukien, Krementchoukienne, Krementchoukiens, Krementchoukiennes ou Krementchougien, Krementchougienne, Krementchougiens, Krementchougiennes (de la forme russe, avec un "g")
- Lyssytchansk : Lyssytchanskois, Lyssytchanskoise, Lyssytchanskoises
- Louhansk : Louhanskois, Louhanskoise, Louhanskoises (pour les habitants ukrainiens), Louganskois, Louganskoise, Louganskoises (de la forme russe Lougansk, pour les habitants russes)
- Loutsk : Loutskien, Loutskienne, Loutskiens, Loutskiennes, plus rarement Lucéorien, Lucéorienne, Lucéoriens, Lucéoriennes (de la forme française Lucéorie)
- Lviv : Lvivien, Lvivienne, Lviviens, Lviviennes, ou Lvovien, Lvovienne, Lvoviens, Lvoviennes (des noms polonais Lwow et russe Lvov), Lembergeois, Lembergeois, Lembergeoise, Lembergeoises (du nom allemand et yiddish Lemberg), plus rarement Léopolitain, Léopolitaine, Léopolitains, Léopolitaines (de la forme française Léopol)
- Makiivka : Makiivkien, Makiivkienne, Makiivkiens, Makiivkiennes
- Marioupol : Marioupolitain, Marioupolitaine, Marioupolitains, Marioupolitaines
- Melitopol : Mélitopolitain, Mélitopolitaine, Mélitopolitains, Mélitopolitaines
- Mykolaïv : Mykolaïvien, Mykolaïvienne, Mykolaïviens, Mykolaïviennes ou Nikolaévien, Nikolaévienne, Nikolaéviens, Nikolaéviennes (de la forme russe Nikolaev)
- Nikopol : Nicopolitain, Nicopolitaine, Nicopolitains, Nicopolitaines ou Nikopolitain, Nikopolitaine, Nikopolitains, Nikopolitaines
- Odessa : Odessite, Odessites
- Oujhorod : Oujhorodien, Oujhorodienne, Oujhorodiens, Oujhorodiennes ou Uzhgorodien, Uzhgorodienne, Uzhgorodiens, Uzhgorodiennes (dérivé de la translittération russe en anglais Uzhgorod), plus rarement Ungvarois, Ungvaroise, Ungvaroises (de la forme hongroise Ungvár)
- Pavlohrad : Pavlohradien, Pavlohradien, Pavlohradiens, Pavlogradiennes ou Pavlogradien, Pavlogradienne, Pavlogradiens, Pavlogradiennes (de la forme russe, avec un "g")
- Poltava : Poltavien, Poltavienne, Poltaviens, Poltaviennes
- Rivne : Rivnien, Rivnienne, Rivniens, Rivniens
- Sébastopol (Crimée) : Sébastopolitain, Sébastopolitains, Sébastopolitaine, Sébastopolitaines (voir l’article gentilés de Crimée)
- Severodonetsk : Severodonetskien, Severodonetskienne, Severodonetskiens, Severodonetskiennes
- Slaviansk : Slavianskois, Slavianskoise, Slavianskoises
- Soumy : Soumien, Soumienne, Soumiens, Soumiennes
- Tcherkassy : Tcherkassien, Tcherkassienne, Tcherkassiens, Tcherkassiennes
- Tchernihiv : Tchernihivien, Tchernihivienne, Tchernihiviens, Tchernihiviennes ou Tchernigovien, Tchernigovienne, Tchernigoviens, Tchernigoviennes (de la forme russe Tchernigov)
- Tchernobyl : tchernobylite (minerai : il n’y a plus de population, mais on peut dire « d’origine tchernobyloise »)
- Tchernivtsi : Tchernivtsien, Tchernivtsienne, Tchernivtsiens, Tchernivtsiennes, ou Czernowitzien, Czernowitzienne, Czernowitziens, Czernowitziennes (de la forme allemande et yiddish Czernowitz), Cernautsien, Cernautsienne, Cernautsiens, Cernautsiennes (de la forme moldave/roumaine Cernăuți), plus rarement Tchernovtzyen, Tchernovtzyenne, Tchernovtzyens, Tchernovtzyennes (de la forme russe Tchernovtzy)
- Ternopil : Ternopilitain, Ternopilitaine, Ternopilitains, Ternopilitaines ou Tarnopolitain, Tarnopolitaine, Tarnopolitains, Tarnopolitaines (de la forme polonaise et russe Tarnopol)
- Torez (ville nommée d’après Maurice Thorez) : Thorezois, Thorezois, Thorezoises
- Vinnytsia : Vinnitsien, Vinnitsienne, Vinnitsiens, Vinnitsiennes
- Zaporijia : Zaporojien, Zaporojiens, Zaporojienne, Zaporojiennes

## Provinces historiques
- Boudjak : Bessarabien (Bessarabie est l’ancien nom du Boudjak)
- Crimée : Criméen, Criméens, Criméenne, Criméennes
- Donbass (bassin du Donets) : Donois, Donoise, Donoises
- Galicie : Ruthéno-galicien, Ruthéno-galicienne, Ruthéno-galiciens, Ruthéno-galiciennes (distincts des habitants de la Galice et des Polono-galiciens)
- Podolie : Podolien, Podolienne, Podoliens, Podoliennes
- Transcarpatie : Ruthène, Ruthènes
- Volhynie : Volhynien, Volhynienne, Volhyniens, Volhyniennes
- Zaporoguie : Zaporogue, Zaporogues.